# 氷点週刊
『氷点週刊』（ひょうてんしゅうかん）は1995年に創刊された中国共産主義青年団中央委員会の機関紙中国青年報の付属週刊紙（水曜日刊行）である。創刊以来2006年2月までの編集長（主編集）は李大同。停刊後の後任は陳小川。
2006年1月11日の574号に掲載された中山大学の袁偉時（袁伟时）教授の論文「近代化と歴史教科書」（现代化与历史教科书）で示された義和団の乱に関する歴史認識が中国共産党中央委員会宣伝部の意に反していたため1月24日停刊を命じられ、3月1日に復刊。

## 概要
氷点は最初『氷点新聞』として1995年1月6日刊行。毎週水曜日に発行され、特定の時事についての調査報道、言論、社会と民衆との関係についての論評等の内容により、読者に評価されていた。現代中国の言論自由化の先駈けとして評価され世界各国に配信された。
- 1998年 時事論評欄「氷点時評」連載開始。
- 1999年11月『青年話題』に改版、氷点時評欄は留保。特定話題について長編の『氷点週刊』始まる。
- 2004年6月『氷点週刊』は文化、科学、人物など紙面を増やした。
- 2006年1月24日 停刊命令。
- 2006年3月1日 復刊（編集長交代）。

氷点新聞創刊年には中国青年報の読評で「私の一番好きな専門紙」に選ばれた。創刊2年目には「中国新聞名コラム賞」に選出された。2005年にも氷点時評が「中国新聞名コラム賞」に選出された。
氷点では多々の掲載が話題になった。
- 1995年5月9日掲載「喬安の物語（喬安山的故事）」

「1996年映画化 離開雷鋒的日子 雷鋒は中国人民解放軍の模範的兵士（1963年,1973年,1976年,1977年,1989年同士賞賛キャンペーン）1940年貧農に生まれ1960年入党1962年8月トラック事故で殉職したが、同僚の喬安山は自身の過失として社会に貢献的に生きてきたが、市場経済という波の中で不運にあう。」という内容
鄧小平による経済開放政策によって世代間のギャップ、経済的不公平が生まれてきたが、革命的社会奉仕との矛盾についてある一人の老人史をとおして問いかける内容を掲載した。翌年映画化され全中国て上映された。
- 1999年4月13日掲載「東史郎がみた 私の認識する日本兵（東史郎看 我所認識的鬼子兵）」

1999年4月10日に上演された新劇を東史郎が観覧したことに関連する記事。「東史郎の略歴と、東の発言、1審、2審敗訴、東京高裁最終審中である。」という内容。感情的な記事でなく簡素にまとめられた時事報。
- 2005年6月1日掲載 特別稿574期「平型関戦役與平型関大捷」上海交通大学徐臨江副教授

中国共産党正史に対して現代中国メディアとして初めて異議を報道した。
「中国共産党の軍である八路軍が1937年に日本軍に対して初勝利をしたという戦闘について、異議を唱えるため詳細な事項を発表し、結びとして　戦時中は歴史記述が戦争の制約を受けないことは有得ないことは理解できる、しかし戦後70年経過し、私たちはより広い視点と、さらに歴史を全面的に探求すべきだ、更に理性の観点で歴史を評価しよう。」という内容
日本に初勝利をしたこの戦闘は中国の学校で勉強し誰もが知っていることだが、この戦闘について各隊の状況を細かく分析し勝ったのかを問うた。
- 2005年5月25日掲載「あなたの知らないであろう台湾（你可能不知道的台湾）」台湾作家 龍應台

「大陸に中国国民党連戦主席と台湾親民党宋楚瑜主席がそれぞれ訪問団を伴って来た、台湾海峡両岸の経済／文化交流がいっそう拡大するため大陸側も台湾を理解しなくてはならない。そのため台湾の作家龍應台氏に特別寄稿を依頼し報道する。（編集部）」
「台北の国立国父紀念館で中共の革命的模範劇 紅灯記 が公演された。
この京劇には　中国共産党 の文字が現れる...から始まって、国民党に従い来た中国人、台湾人、1950年の戒厳令、日本の統治、国家権力と個人の関係、教改野火集の発刊20周年などにふれ、台湾が価値観の多元化へ、権威から自由化へと如何に進んできたのか」を寄稿している。
台湾とはどういう国なのかを紹介する内容となっているが、読者にとっては現代の社会矛盾について問う内容にうつる文となっている。現代台湾がいかにして自由・公平というものを勝ち取っていったかという歴史を紹介する内容になっている。
- 2005年12月7日掲載「（我が胸中の耀邦（我心中的耀邦）」元共産党政治局常務委員 胡啓立

胡耀邦元総書記の17回忌の紀念として掲載されたため、多くのメディアに配信された。胡啓立が上司であった故人を回想して寄稿した長文。「総書記による毛沢東批判」について記述があったことから、論議となる。

## 停刊事件
中でも特別稿574期「現代化と歴史教科書」（2006年1月11日中山大学袁偉時教授）が多くの反響を呼んだ。
「現在中国国内で子供たちの使っている歴史教科書について、その内容を見ていまだに"狼の乳を飲んで育っている"事に驚愕した…」という冒頭の書き出しから始って、円明園事件について「清朝の愛国英雄談ではなく、英仏軍再来による莫大な賠償金請求と北京占拠を招いた清朝皇帝の愚昧な大罪である」と指摘。義和団の乱について「8ヶ国連合軍の侵略に抵抗した愛国行動ではなく、北京周辺での殺人、放火、略奪の限りを尽くした非人道的・非文明的集団」「義和団事件は排外思想があり、ある意味、中国の進歩を遅らせ、むやみに外国人を殺した」と指摘。「現在の歴史教科はあまりにも盲目的な愛国心教育である。日本では一部の歴史教科書に矛盾のある記述が有るが、一方のわが国教科書は…」という内容。対日デモが盛んに行われている折の掲載であった為、休刊命令が出るきっかけとなった。
「狼の乳を飲んで育つ」は1979年5月に北京で開催された第一回全国五四運動学術討論会で中国共産党鄧力群中央宣伝部長が張志新の悲しい境遇について講演しその中で「同士、我々は狼の乳を飲んで育ったのだ」と叫んだ事に由来する。「現代中国の3大災難（右派弾圧、大躍進政策、文化大革命）という人々の悲しみの原因が何であったか、ということを20年前に悟ったのに、いまだに“狼の乳を飲んで育っている”事に驚愕」という内容。
当特別稿は、その冒頭でも触れられているが、「歴史の真実を後代の青少年に伝える義務があるという」信念の元に、現代中国の教科書で愛国的英雄として称えているいくつかの近代史についての考察を公開した。なお、歴史的に周辺地域の住居を焼き払い物資を奪う行為は、近代以前の戦闘では当然行う手段でもあった。